# إميل بواراك
إمِيل بُويَرْك (بالفرنسية: Émile Boirac)‏ فيلسوف فرنسي وكاتب، ألّف كتاب «مستقبل العلوم النفسية» وتحدث في كتابه عن ظاهرة ديجافو.